# Zarzosa de Río Pisuerga
Zarzosa de Río Pisuerga è un comune spagnolo di 31 abitanti situato nella comunità autonoma di Castiglia e León.